# Anilios ganei
Anilios ganei — вид змій родини сліпунів (Typhlopidae). Ендемік Австралії.

## Поширення і екологія
Anilios ganei мешкають у внутрішніх районах регіону Пілбара у Західній Австралії. Вони живуть в ярах і ущелинах, серед скель, в сухих заростях мульги. Ведуть наземний, риючий спосіб життя. Відкладають яйця.